# Leonard Culhane
Leonard John Celistus Culhane FRS (14 de outubro de 1937) é um astrônomo britânico.
É diretor do Mullard Space Science Laboratory da University College London.

## Obras
- J. Leonard Culhane, Peter W. Sanford , X-ray astronomy,  Faber, 1981, ISBN 978-0-571-11550-1
- J. Leonard Culhane, Eijirō Hiei (eds) Solar flare, coronal, and heliospheric dynamics, Pergamon, 1995
- J. Leonard Culhane, Robert D. Bentley, John Gerard Doyle, R. Jeffrey Wilkes (eds), The sun and similar stars cosmic ray spectra and composition, Pergamon, 2001